# Etana
Etana var enligt Sumeriska kungalistan en kung av Kish. Enligt denna skall han ha varit den trettonde konungen att härska efter syndafloden. Han skall ha efterträtt Arwium "son till Mashda" som konung och har epitetet "Herden som uppsteg till himmelen och enade alla främmande länder". Det har aldrig bevisats att Etana faktiskt existerat, han omnämns dock i Mesopotamisk mytologi och är den förste konungen på kungalistan som omnämns i andra källor. Han skall ha härskat i 1560 eller 635 år och efterträddes sedan av sin son Balih som i sin tur skall ha härskat i 400 år.
I mesopotamisk mytologi är Etana den förste jordiske konungen efter syndafloden.

## Myten om Etana
I mesopotamisk mytologi beskrivs ett träd i vars krona det bodde en örn och vid vars rötter det bodde en orm. Både örnen och ormen hade lovat solguden Utu att vara vänliga mot varandra och de delar sin mat med varandras ungar. En dag åt örnen dock upp ormens barn vilket fick ormen att gråta i förtvivlan. Utu lovar att hjälpa ormen att hämnas och säger åt ormen att gömma sig i en död tjurs mage vilket den gör. När örnen kommer för att äta av den döda tjuren blir den då överfallen av ormen som sedan slänger örnen i ett hål för att svälta och törsta till döds. Utu tycker dock att det hela gått för långt och sänder en man vid namn Etana för att hjälpa örnen. Etana hjälper örnen och ber att örnen som tack för hjälpen tar honom till himmelen för att hitta födelseväxten. Detta då Etana inte lyckats avla några ättlingar och han är desperat efter att få en son. Örnen tar med sig Etana upp i himmelen för att möta guden Anu men Etana blir skrämd när han lyfter från marken och ber om att bli nedsatt igen. Etana samlar sedan mod till sig och gör ett nytt försök. Han når himmelen och får tag på födelseväxten vilket gör det möjligt för honom att få sonen Balih. 